# The Gauntlet
The Gauntlet is een Amerikaanse thriller uit 1977 onder regie van Clint Eastwood.

## Verhaal
De politieagent Ben Shockley moet de prostituee Gus Mally van Las Vegas begeleiden naar Phoenix. Ze moet er getuigen op een proces tegen de maffia. Corrupte ambtenaren zijn vastbesloten om daar een stokje voor te steken.

## Rolverdeling
| Acteur            | Personage            |
| ----------------- | -------------------- |
| Clint Eastwood    | Ben Shockley         |
| Sondra Locke      | Gus Mally            |
| Pat Hingle        | Josephson            |
| William Prince    | Blakelock            |
| Bill McKinney     | Constable            |
| Michael Cavanaugh | Feyderspiel          |
| Carole Cook       | Serveerster          |
| Mara Corday       | Gevangenisdirectrice |
| Doug McGrath      | Bookmaker            |
| Jeff Morris       | Brigadier            |
| Samantha Doane    | Fietser              |
| Roy Jenson        | Fietser              |
| Dan Vadis         | Fietser              |
| Carver Barnes     | Buschauffeur         |
| Robert Barrett    | Eerstehulpverlener   |